# Martín Cortés de Albacar

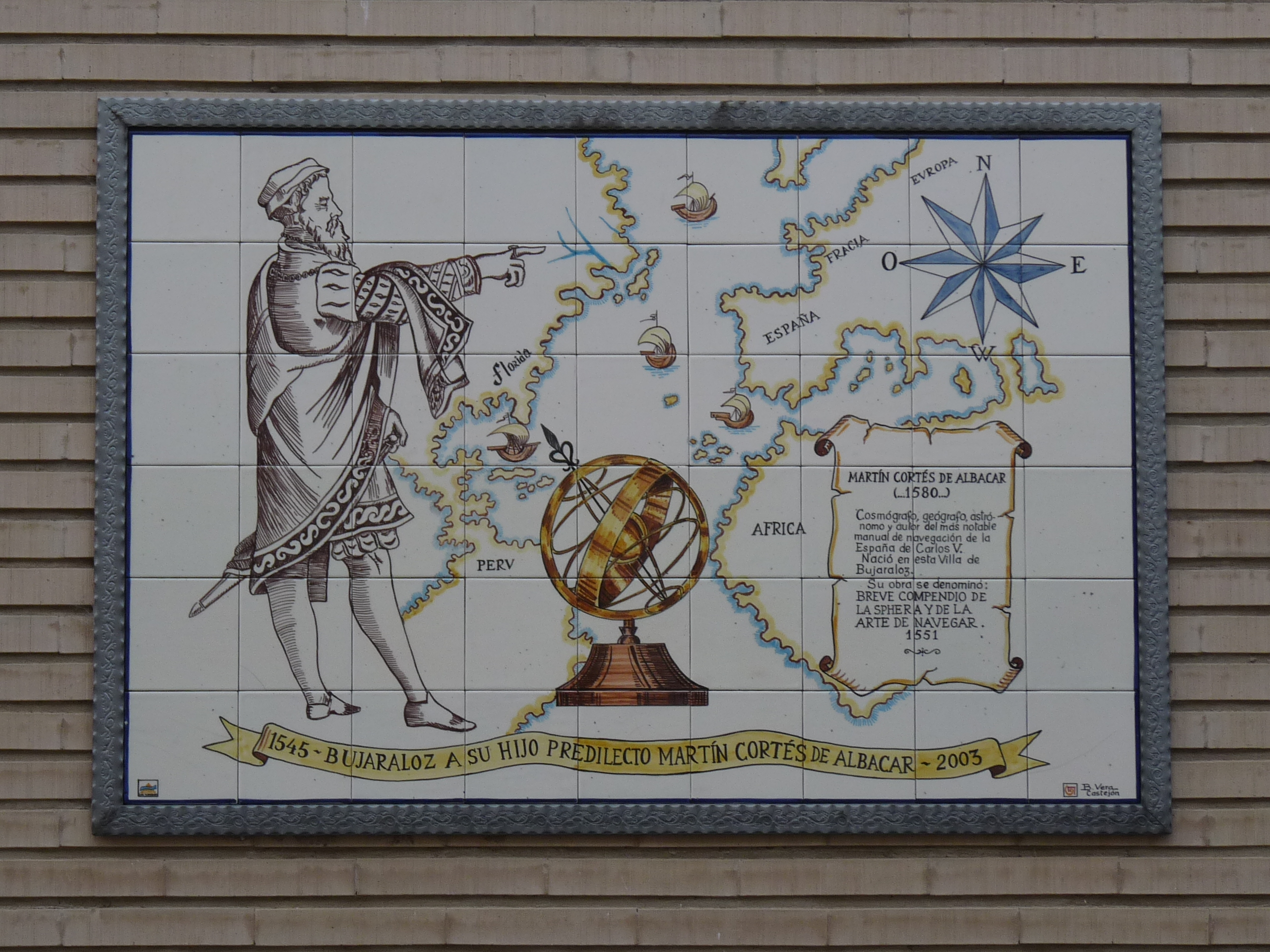
Placa dedicada a Martín Cortés de Albacar en el ayuntamiento de Bujaraloz.

Martín Cortés de Albacar (1510-1582) fue un cosmógrafo y escritor de náutica aragonés, actual España, que hizo aportaciones relevantes a los campos de la náutica, las matemáticas, la cosmología, la geografía y la tecnología. Descubrió la declinación magnética de la tierra y el polo norte magnético; desarrolló el nocturlabio, e inventó y desarrolló la carta esférica.[cita requerida]

## Biografía
Martín Cortés nació en la localidad zaragozana de  Bujaraloz  en España, en el año 1510. En 1530, con veinte años de edad, se trasladó a la escuela de pilotos de Cádiz, donde aprendió las técnicas de navegación y se dedicó a la enseñanza hasta acabar sus días.
Realizó diferentes estudios y editó obras que fueron utilizadas para los descubrimientos que se produjeron en esos tiempos. Su obra destaca por la originalidad de su pensamiento y la claridad y exactitud de exposición.
Su aportación más notable fue la estimación de los polos magnéticos, diferenciados de los terrestres, fundándose en las desviaciones de la brújula en distintos lugares; situó en su libro (Breve compendio la Sphera y de la Arte de navegar, con nuevos instrumentos y reglas, ejemplarizado con muy sutiles demostraciones, Sevilla, 1551) el polo norte magnético en Groenlandia; se ha ido desplazando sucesivamente hasta colocarse en la actualidad al norte de Canadá. Esto dejó asentada por fin la variabilidad de la declinación magnética.
El número de ediciones que siguió a la fecha de su edición testimonia no solo el éxito, sino la importancia y la necesidad de este trabajo desde el mismo momento de su publicación.
Encabeza el libro una carta nuncupatoria dirigida al emperador Carlos V, en la que explica el propósito de la obra y su gestación:

Considerando... vuestro propósito y deseo santo el trabajo de la navegación, el peligro de los que allá van a descubrir este nuevo mundo... he querido sacar a la luz mis vigilias y manifestar en público este nuevo y breve compendio poniendo principios infalibles y demostraciones evidentes, escribiendo práctica y teórica dellas, dando regla verdadera a los marineros, mostrando camino a los pilotos, haciéndoles instrumentos para saber tomar la altura del sol, ordenándoles cartas y brúxolas...

En efecto, Cortés aporta nuevos procedimientos e instrumentos para la náutica, si bien utilizaba entonces el sistema astronómico de Claudio Tolomeo, aún no derogado, en vez del de Nicolás Copérnico.
A Martín Cortés y Alonso de Santa Cruz se les atribuye, por parte española, la invención de la proyección cilíndrica en cartografía o cartas esféricas marinas, fundadas en la separación progresiva de los paralelos, invención que parece deberse al holandés Gerardo Kremer, más conocido como Mercator, que también es reclamada por los ingleses para Edward Wright.
Las cartas esféricas mantienen los ángulos por medio de un ingenioso espaciamiento de los paralelos, por lo que las trayectorias de los barcos que marchan en un rumbo constante aparecen como rectilíneas.[cita requerida]
Murió en la ciudad de Cádiz en 1582.

## Su obra
En su obra destaca la publicación del Breve Compendio de la Sphera y de la Arte de Navegar, con nuevos instrumentos y reglas, ejemplarizado con muy sutiles demostraciones (Sevilla, 1551) que se editó en Sevilla en 1551 y en Londres en 1561. Está considerado como el primer tratado de navegación científica de la época. Cortés lo dedicó al rey Carlos I, obra que fue manual básico de estudio para navegantes durante mucho tiempo, particularmente en Inglaterra.
La obra comprende, aparte de la ya citada carta dedicatoria, tres partes importantes, de 20, 20 y 14 capítulos. Los temas abordados fueron la cosmografía en relación con la navegación, la carta de marear y la declinación magnética de la brújula en los diferentes lugares del globo, explicando con intuición admirable la existencia de un polo magnético. La segunda parte la destinó a los movimientos del Sol y de la Luna, entrando además en la discusión de los eclipses, las mareas y otros problemas no menos importantes. Describió, por otra parte, la construcción de relojes solares e instrumentos horarios, como, por ejemplo, el nocturlabio. La última parte se ocupó en exclusiva del instrumental y del equipamiento necesario para la navegación.
Desarrolló Cortés, a raíz de su descubrimiento del polo magnético, la teoría de los meridianos magnéticos, que se cortaban en un punto distinto del meridiano terrestre, punto que situó en Groenlandia. La diferencia entre el polo geográfico terrestre y el polo magnético terrestre
, con el aumento de intervalos entre los paralelos, fue el fundamento de los métodos de elaboración de las cartas geográficas.
La obra tiene un interés muy relevante en la historia científica española e inglesa y así ha sido considerada al formar parte, en un puesto destacado, en la Exposition Science through the Ages que se realizó en la Biblioteca Bodleiana de Oxford. En Inglaterra fue traducido al inglés por Richard Eden en 1561, a partir de un ejemplar obtenido por Stephen Borough durante su estancia en la Casa de la Contratación de Sevilla. En el mismo siglo XVI se publicaron nueve ediciones de la obra, seis de ellas en Londres. Cabe señalar que el tratado de Cortés fue compuesto antes que el de Pedro de Medina, aunque el de este último se publicó antes (Valladolid, 1545). Ambas obras se encontraban inmersas en la gran inquietud que la Casa de Contratación de Sevilla tuvo por la formación de los pilotos y maestros en la ruta de las Indias Occidentales.
Seguramente el acicate para que Cortés publicase sus descubrimientos fue la edición del tratado de Pedro de Medina, quien sostenía una teoría opuesta y predominante en la época, defendida también por cosmógrafos como Pedro Sarmiento. Cortés, por el contrario, advertía a los pilotos que era imprescindible tener en cuenta esta desviación en todas la maniobras y enseñaba cómo había que girar la rosa náutica para que el rumbo señalado fuera el correcto.